# Oberreichenbach
Oberreichenbach là một thị xã trong huyện Calw bang Baden-Württemberg thuộc nước Đức. Đô thị Oberreichenbach có diện tích 35,99 km², dân số thời điểm 31 tháng 12 năm 2020 là 2875 người.